# علي شادماني
علي شادماني (؟ - 1446 هـ / ؟ - 2025 م) عسكري بارز في الحرس الثوري الإيراني. شغل منصب قائد مقرِّ خاتم الأنبياء المركزي عدَّة أيام في يونيو 2025 قبل مقتله، وكان حلَّ محلَّ اللواء غلام علي رشيد بعد مقتله في 13 يونيو 2025 في غارة جوِّية إسرائيلية في الهجَمات الإسرائيلية التي استهدفت كبار أعضاء القيادة العسكرية الإيرانية، والمنشآت النووية، والعلماء العاملين على البرنامج النووي.
وقد قُتل شادماني نفسه بعد أربعة أيام، في 17 يونيو 2025.

## مناصبه
شغل شادماني عدة مناصب عليا داخل الحرس الثوري الإسلامي الإيراني. شغل منصب نائب منسق مقر خاتم الأنبياء المركزي، حيث أشرف على التخطيط العملياتي وتكامل القوة المشتركة. تتولى قيادة خاتم الأنبياء المركزية مهمة إدارة الموقف الدفاعي لإيران والتنسيق بين فروع الجيش الإيراني؛ المسمى "أرتيش" والحرس الثوري الإسلامي أثناء حالات الطوارئ الوطنية وسيناريوهات الحرب.
وفي أعقاب اغتيال الزعيم السياسي لحركة حماس إسماعيل هنية في يوليو (تَمُّوز) 2024، تعهد شادماني بأن تقوم إيران بـ"انتقام شديد" ضد إسرائيل. واتهم "النظام الصهيوني الإجرامي" بتجاوز الخطوط الحمراء وتوقع انتقاما حاسما.
في 13 يونيو 2025، وفي أعقاب الغارات الجوية الإسرائيلية التي قتلت العديد من كبار القادة الإيرانيين، بمن في ذلك اللواء غلام علي رشيد، الذي قاد المقر منذ عام 2016، عيّن المرشد الأعلى علي خامنئي شادماني قائداً جديداً لمقر خاتم الأنبياء. وصرح شادماني بأن القوات المسلحة الإيرانية ستواصل عملياتها على نطاق أوسع وأكثر تدميراً، حتى يتوب ما وصفه بـ"العدو الصهيوني المجرم المعتدي" ويندم على أفعاله بشكل كامل.

## العقوبات
في أكتوبر 2024، فرض الاتحاد الأوروبي عقوبات على شادماني، بينما كان يشغل منصب نائب منسق المقر المركزي لخاتم الأنبياء التابع للحرس الثوري الإيراني، بعد نقل إيران صواريخ وطائرات مسيرة إلى روسيا. وواجه شادماني تجميد الأصول، وحظر السفر، ومنع من تقديم أي موارد مالية أو اقتصادية من كيانات الاتحاد الأوروبي.

## اغتياله
في 17 يونيو 2025، أعلنت قوات الدفاع الإسرائيلية أن شادماني قُتل في غارة جوية إسرائيلية استهدفت منشأة قيادة في وسط طهران. وقد وقعت الضربة بعد أربعة أيام فقط من تعيين شادماني ليحل محل غلام علي رشيد، الذي قُتل في غارة جوية إسرائيلية، في 13 يونيو/حزيران 2025.